# Медолюб тагулайський
Медолюб тагулайський (Microptilotis vicina) — вид горобцеподібних птахів родини медолюбових (Meliphagidae). Ендемік Папуа Нової Гвінеї.

## Поширення і екологія
Тагулайські медолюби мешкають на островах Таґула і Пана-Тінані в архіпелазі Луїзіада. Вони живуть в рівнинних і гірських тропічних лісах та в садах на висоті до 800 м над рівнем моря.

## Збереження
МСОП класифікує цей вид як такий, що не потребує особливих заходів зі збереження. Попри обмежений ареал виду, популяція тагулайських медолюбів становить від 33 до 57 тисяч птахів.